# Ysbaddaden
Ysbaddaden är i keltisk mytologi namnet på en jätte som är fader till den sköna Olwen som hjälten Culhwch absolut vill gifta sig med.

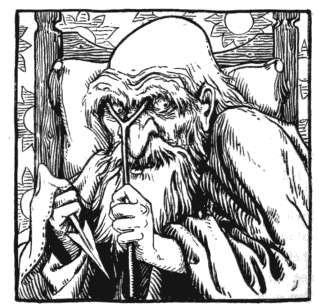
Av John D. Batten

Ysbaddaden har för vana att döda alla som friar till Olwen eftersom det har förutspåtts att han kommer att dö när hon gifter sig. Han har bland annat dödat 23 av 24 söner för herden Custenin. Culhwch lyckas med bistånd av kung Arturs män genomföra en rad svåra och farliga uppdrag åt jätten, tills denne måste låta honom gifta sig med Olwen. Då dödar Goreu, den ende överlevande av Custenins söner, Ysbaddaden och besannar därmed spådomen.
Ysbadadden har också kallats Hawthorn och Pencawr.